# Throbbing Gristle
Throbbing Gristle is een experimentele avant-garderockband uit Engeland opgericht in 1969 als performancegroep Coum Transmissions door Genesis P-Orridge. De band, in 1975 van naam veranderd, bestaat verder uit Cosey Fanni Tutti, Peter Christopherson en Chris Carter en wordt wel beschouwd als de eerste industrial band, dan wel de bedenker van de term industrial, afgeleid van het door hen opgerichte platenlabel Industrial Records. Aanvankelijk werkte de band veel met tape loops.
Na Throbbing Gristle, dat in 1981 ontbonden werd, richtten P-Orridge en "Sleazy" Christopherson Psychic TV op. De andere twee leden gingen verder onder de naam Chris and Cosey. Later stapte Christopherson met bandgenoot John Balance uit Psychic TV om Coil op te richten. Genesis P-Orridge formeerde in 1999 Thee Majesty met kunstenaar Bryin Dall. Throbbing Gristle werd in 2004 heropgericht. Op 29 oktober 2010 meldde Throbbing Gristle via hun website dat Genesis P-Orridge niet langer met Throbbing Gristle wilde optreden. Hij zou terugvliegen naar New York en de rest van de band zou hun tournee afmaken onder de naam X-TG. Op 24 november 2010 overleed Peter Christopherson op 55-jarige leeftijd in zijn slaap.

## Discografie

### Albums
- 2009 - The Third Mind Movements Industrial Records
- 2007 - Part Two: The Endless Not  Industrial Records / Mute Records
- 2004 - TG Now (Limited Edition) Industrial Records / Mute Records
- 1987 - The First Annual Report Spurt Records
- 1984 - In the Shadow of the Sun Illuminated Records
- 1982 - Journey Through a Body Walter Ulbricht Schallfolien 01
- 1981 - Mission of Dead Souls Fetish Records
- 1980 - Heathen Earth Industrial Records
- 1979 - 20 Jazz Funk Greats Pass Records
- 1978 - D.o.A: The Third and Final Report of Throbbing Gristle Industrial Records
- 1977 - The Second Annual Report Industrial Records

### Live-Albums
- 2004 - Live December 2004 A Souvenir of Camber Sands Industrial Records / Mute Records
- 1981 - Thee Psychick Sacrifice Illuminated Records
- 1981 - Funeral In Berlin Zensor Records

### Maxisingles
- 1981 - Discipline Fetish Records (12" release)

### Special-Editions
- 1980 - TG24 (24 cassettes in attachékoffer) Industrial Records

### Film en Video
- 2006 - TGDVD: Live at The Astoria, London 2004.
- 1980 - Live at Oundle School (VHS)
- 1980 - Heathen Earth Throbbing Gristle live studio session (VHS)

### Bootlegs
- 1981 - Führer der Menschheit / S.O. 36 Berlin / Funeral in Berlin, Konzertmitschnitte, 1981
- 1979 - Live at Death Factory (Picturedisc) Walter Ulbricht Schallfolien
- 1977 - Nothing Short Of Total War

### Cassettes
- IRC 00. The Best of ...Volume I.
- IRC 01. TG Best of ... Volume II.
- IRC 02. TG live at ICA, London.
- IRC 03. TG live at Air Gallery and Winchester.
- IRC 04. TG live at Nags Head, High Wycombe.
- IRC 05. TG live at Brighton Polytechnic.
- IRC 06. TG live at Nuffield Theatre, Southampton.
- IRC 07. TG live at Rat Club, London.
- IRC 08. TG live at Highbury Roundhouse, London.
- IRC 09. TG live at Art School, Winchester.
- IRC 10. TG live at The Rat Club, London.
- IRC 11. TG live at Brighton Polytechnic.
- IRC 12. TG live at Architectural Association, London.
- IRC 13. TG live at Goldsmith's College, London.
- IRC 14. TG live at Industrial Training College, Wakefield.
- IRC 15. TG live at London Film-makers' Co-op.
- IRC 16. TG live at the Cryptic One Club, London.
- IRC 17. TG live at Centro Iberico, London.
- IRC 18. TG live at Ajanta Cinema, Derby.
- IRC 19. TG live at Sheffield University.
- IRC 20. TG live at The Factory, Manchester.
- IRC 21. TG live at Guild Hall, Northampton.
- IRC 22. TG live at YMCA, London.
- IRC 23. TG studio sessions.
- IRC 24. TG live at Butler's Wharf, London.
- IRC 25. TG live at Leeds Fan Club.
- IRC 26. TG live at Scala Cinema, London.

- IRC 29. TG live at Goldsmith's College, London.
- IRC 30. TG live at Oundle School.

- IRC 33. TG live at Sheffield University.

- IRC A. TG Interview.
- IRC B. TG Interview.

## Verder lezen
- "Rip It up and Start Again: Postpunk 1978-1984", Simon Reynolds
- "Wreckers of Civilization: The Story of Coum Transmissions and Throbbing Gristle", Simon Ford, Black Dog Publishing, 2001
- "Industrial Music For Industrial People", Éric Duboys, Camion Blanc, 2007 (In French)
- "Painful But Fabulous", Genesis P-Orridge, Soft Skull Shortwave, 2003
- “England’s hidden reverse”, David Keenan, Strange Attractor Press, 2003